# Caractère de Chern
Pour les articles homonymes, voir Caractère.
Le caractère de Chern est une construction mathématique permettant d'étudier la cohomologie en K-théorie. Il est défini à partir de la théories des classes de Chern et est notamment l'objet du théorème de Grothendieck-Hirzebruch-Riemann-Roch.

## Motivation
La classe de Chern totale transporte les sommes directes en cup-produits. L'idée derrière la définition du caractère de Chern est de mettre au point une construction algébrique qui envoie les sommes directes sur les sommes et les produits tensoriels sur les cup-produits, constituant alors un homomorphisme d'anneaux de la K-théorie sur la cohomologie.
Pour qu'une telle construction soit possible, il faut considérer l'homologie à coefficients rationnels. On définit alors le caractère de Chern sur un fibré en droites, puis on invoque le lemme de séparation pour s'assurer que les propriétés souhaitées sont vérifiées pour des sommes de fibrés.
Il s'avère que cette expression ne dépend que des classes de Chern, et peut donc s'appliquer à tout fibré vectoriel. On a finalement l'homomorphisme souhaité
{\displaystyle \mathrm {ch} :K(X)\to H^{\bullet }(X;\mathbb {Q} )}
entre le groupe de K-théorie et l'anneau de cohomologie rationnel.

## Définition

### Caractère de Chern d'un fibré en droites
Si {\displaystyle V=L_{1}\oplus \cdots \oplus L_{n}} est une somme directe de fibrés en droites, ayant pour premières classes de Chern {\displaystyle x_{i}=c_{1}(L_{i}),} le caractère de Chern de V est défini par :
{\displaystyle \operatorname {ch} (V)=e^{x_{1}}+\cdots +e^{x_{n}}=\sum _{m=0}^{\infty }{\frac {1}{m!}}(x_{1}^{m}+\cdots +x_{n}^{m})}.

### Caractère de Chern d'un fibré vectoriel
Pour tout fibré vectoriel V, on définit son caractère de Chern comme étant la série formelle, obtenue en développant l'expression exponentielle :
{\displaystyle \operatorname {ch} (V)=\operatorname {dim} (V)+c_{1}(V)+{\frac {1}{2}}\left(c_{1}(V)^{2}-2c_{2}(V)\right)+{\frac {1}{6}}\left(c_{1}(V)^{3}-3c_{1}(V)c_{2}(V)+3c_{3}(V)\right)+\cdots }
qui dépend uniquement des classes de Chern du fibré considéré. Cette expression coïncide avec la précédente dans le cas où V se décompose en somme de fibrés en droites.

### Caractère de Chern d'un faisceau cohérent
On peut transporter cette expression directement dans le cas des faisceaux cohérents (en) V
{\displaystyle \operatorname {ch} (V)=\operatorname {rk} (V)+c_{1}(V)+{\frac {1}{2}}\left(c_{1}(V)^{2}-2c_{2}(V)\right)+{\frac {1}{6}}\left(c_{1}(V)^{3}-3c_{1}(V)c_{2}(V)+3c_{3}(V)\right)+\cdots }
où {\displaystyle \mathrm {rk} \,V} désigne le rang du faisceau en un point générique.

## Propriétés
Le caractère de Chern est un homomorphisme d'anneaux, et vérifie donc les propriétés suivantes :
- {\displaystyle \mathrm {ch} (V\oplus W)=\mathrm {ch} (V)+\mathrm {ch} (W)} (il s'agit d'un homomorphisme de groupes abéliens)
- {\displaystyle \mathrm {ch} (V\otimes W)=\mathrm {ch} (V)\smile \mathrm {ch} (W)} (cet homomorphisme respecte les produits)
- Pour toute suite exacte courte de fibrés vectoriels de la forme {\displaystyle 0\to A\to B\to C\to 0} on a {\displaystyle \mathrm {ch} (B)=\mathrm {ch} (A)+\mathrm {ch} (C)}